# Sami Temimi
Pour les articles homonymes, voir Temimi.
Sami Temimi, né le 28 mai 1976, est un basketteur tunisien.

## Carrière
- 2002-2013 Club africain
- 2013-? : Association sportive d'Hammamet

## Palmarès
- Championnat de Tunisie masculin de basket-ball : 2004
- Coupe de Tunisie masculine de basket-ball : 2003
- Super Coupe de Tunisie de basket-ball : 2003, 2004